# Doune Castle
Zamek Doune – twierdza z drugiej połowy XIV wieku blisko wioski Doune, w hrabstwie Stirling w centralnej Szkocji. Zamek mieści się w odnodze rzek Ardoch i Teith, naprzeciwko mostu prowadzącego do wioski. Leży 8 km na północny zachód od Stirling, gdzie rzeka Teith wpływa do rzeki Forth. Doune jest wyjątkowy wśród szkockich zamków, gdyż został zbudowany w jednym okresie i przetrwał kompletny i prawie niezmieniony do dziś. Jego budowę rozpoczął pod koniec XIV w. Robert Stewart książę Albany (c.1340–1420), syn króla Roberta II szkockiego, regent Szkocji od 1388 do jego śmierci. W 1425 zamek został własnością korony i był używany jako zamek myśliwski lub uposażenie królewskich wdów. W końcu XVI w. stał się własnością hrabiów Moray (Earls of Moray). Zamek brał udział w wojnie trzech królestw w latach 1644–1650, powstaniu rojalistów 1651–1654 i w czasie powstań Jakobitów w końcu XVII i w XVIII w. Po 1800 popadł w ruinę a w latach 80. XIX w. został odrestaurowany. W XX w. przeszedł w posiadanie państwa. Obecnie jest pomnikiem historii Szkocji.
Zachowany stan zamku pokazuje, jak powinna wyglądać rezydencja królewska. Posiada on centralny dziedziniec otoczony ze wszystkich stron budynkami, choć tylko północna i północno-zachodnia część są kompletne. Składa się z głównej wieży nad wejściem do zamku, w której znajdują się pokoje właściciela i jego rodziny oraz osobnej wieży, w której znajdują się kuchnie i pokoje gościnne. Obie wieże połączone są budynkiem z wielką salą. Kamienne ściany pochodzą z XIV w. z niewielkimi naprawami z lat 80. XVI wieku. XIX-wieczny remont objął drewniane dachy i stropy oraz wyposażenie.

## Zamek Doune w sztuce i filmie
Doune pojawiał się w paru dziełach literackich, m.in. w XVII w balladzie The Bonny Earl of Murray, opisującej morderstwo Jamesa Stewarta, drugiego hrabiego Moray. (c.1565–1592). W pierwszej powieści sir Waltera Scotta, Waverley (1814), protagonista Edward Waverley jest prowadzony na zamek Doune przez jakobitów.

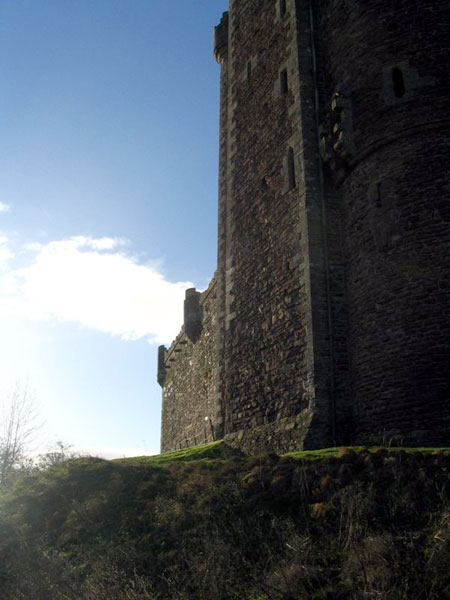
Wschodnia ściana zamku Doune, gdzie kręcono pierwszą scenę filmu Monty Python i Święty Graal

Brytyjska komedia Monty Python i Święty Graal, parodia legendy króla Artura, przez ekipę Monty Python została nakręcona w 1974. Producenci filmu mieli zgodę od National Trust for Scotland na zdjęcia w kilku szkockich zamkach oraz zgodę Lorda Moray na filmowanie na zamku Doune.

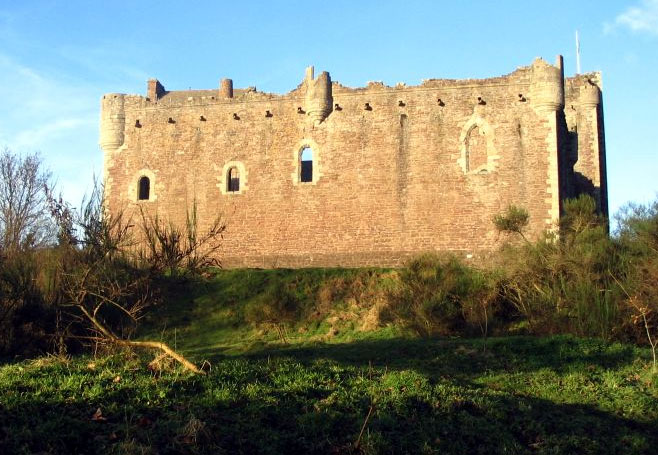
Południowa ściana zamku wznosząca się nad brzegiem rzeki